# Nahima Lanjri
Nahima Lanjri (Borgerhout, 17 februari 1968) is een christendemocratisch, Belgisch politica voor CD&V.

## Levensloop
Lanjri heeft Marokkaanse roots. Ze volgde haar middelbare studies aan het Sint-Agnesinstituut in Borgerhout en behaalde er een hoger secundair diploma Secretariaat en Talen. Daarna behaalde ze in 1990 een licentie als vertaler Nederlands, Frans en Spaans aan de Katholieke Vlaamse Hogeschool voor Vertalers en Tolken in Antwerpen.
Lanjri werkte van 1990 tot 1991 als galerijhoudster van Art Gallery Het Zwanepand. Ze was daarna een jaar lang lerares Nederlands als tweede taal alvorens in 1992 als stafmedewerkster bevoegd voor kansarmoedebestrijding en minderhedenbeleid op het kabinet van Wivina Demeester te gaan werken, wat ze bleef tot in 1995. Daarna was ze van 1995 tot 1999 stafmedewerkster voor Financiën en Begroting op het kabinet van Wivina Demeester, van 1999 tot 2001 stafmedewerkster voor onderwijs en werkgelegenheid bij de christelijke werkgeversorganisatie VKW en van 2001 tot 2003 adviseur van CD&V-partijvoorzitter Stefaan De Clerck, bevoegd voor grootstedenbeleid. Ook was ze van 2001 tot 2003 ondervoorzitter van CD&V en zetelde ze van 2001 tot 2013 in de raad van bestuur van de Vereniging van Vlaamse Steden en Gemeenten. 
Ze was van 1995 tot 2012 gemeenteraadslid van Antwerpen en daarna zetelde Lanjri van 2013 tot 2018 in de districtsraad van Borgerhout. Van 2019 tot 2024 was ze opnieuw gemeenteraadslid van Antwerpen, alsook CD&V-fractievoorzitter in de gemeenteraad.
In mei 2003 werd Lanjri voor de kieskring Antwerpen verkozen in de Kamer van volksvertegenwoordigers. Ze zetelde er tot in juni 2007 en was daarna van juni 2007 tot juni 2010 rechtstreeks gekozen senator in de Senaat, waar ze voorzitter werd van de commissie Sociale Aangelegenheden. Op 13 juni 2010 werd ze opnieuw verkozen in de Kamer, waar ze nog steeds zetelt. Op 25 mei 2014 werd ze vanop de 2de plaats van de CD&V-lijst in de kieskring Antwerpen herkozen, met 19.614 voorkeurstemmen achter haar naam. Tijdens de legislatuur 2014 - 2019 was ze vast lid van de commissies Sociale Zaken, Verzoekschriften en van de Parlementaire vergadering van de Organisatie voor Veiligheid en Samenwerking in Europa en plaatsvervanger in de commissies Binnenlandse Zaken, Volksgezondheid en het Adviescomité voor Maatschappelijke emancipatie. Zij werd eveneens voorzitter van de Commissie Naturalisaties. Bij de verkiezingen van mei 2019 werd ze nogmaals herkozen, opnieuw vanop de 2e plaats van de Antwerpse Kamerlijst voor CD&V. In de legislatuur 2019-2024 was ze lid van het Bureau van de Kamer. 
Bij de federale verkiezingen van juni 2024 werd Lanjri eerste opvolger op de Antwerpse CD&V-lijst. In februari 2025 ging zij opnieuw zetelen in de Kamer van volksvertegenwoordigers ter vervanging van Annelies Verlinden, die federaal minister werd in de regering-De Wever.
Ze is gehuwd met Guy Fransen met wie zij een dochter heeft.

## Boeken
- Zonder Omwegen - De stem van een nieuwe generatie, Antwerpen, Icarus, 1998 ISBN 9789002207310